# Веллінгтон Роша
Веллінгтон Роша (порт. Wellington Rocha, нар. 4 жовтня 1990, Сан-Паулу) — бразильський та східно-тиморський футболіст, що грає на позиції захисника.

## Клубна кар'єра
Розпочинав грати на батьківщині у місцевих нижчолігових клубах. 2013 року відправився до Азії, де грав за таїландський «Бангкок» та індонезійський «ПСІР Рембанг», а з 2016 року виступає у другому дивізіоні Джей-ліги за «Ґіфу».

## Виступи за збірну
Натуралізований громадянин Східного Тимору, 5 жовтня 2012 року провів свій перший матчу складі національної збірної Східного Тимору в кваліфікації до чемпіонату світу 2012 року з футбольною збірною Камбоджі (5:1). У формі головної команди країни зіграв 5 матчів, але через норми ФІФА, яка дозволяє грати за збірну лише тим натуралізованим гравцям, що провели у країни мінімум 5 років, через що перестав викликатись до збірної.